# Ted Bundy
Theodore «Ted» Robert Cowell Bundy (24 de novembre del 1946 - 24 de gener del 1989) va ser un criminal i un dels assassins més coneguts i prolífics de tota la història amb 36 víctimes, tot i que hi ha professionals que pensen que en són més d'un centenar.

## Biografia
Fill biològic de Lloyd Marshall, un veterà de la força aèria que mai no va conèixer, i de Louise Cowell, que esdevingué mare soltera. Per la seva condició de fill il·legítim, va ser considerat una vergonya per a la família. Va viure 14 anys a casa dels seus avis. Als 4 anys ell i la seva mare es traslladen a viure a Washington, on es casà amb Johnny Bundy, qui li donà el cognom. Aquest matrimoni va tenir 4 fills més.
Ted fou un estudiant brillant amb molt bones notes a la Universitat de Washington i en una altra de Tacoma. Als 21 anys es va enamorar de Stephanie Brooks, però ella el va deixar, fet que, juntament amb la seva història familiar, va marcar-lo de manera traumàtica. Va graduar-se en Psicologia.
Fins als anys 1967 - 1972 tot va anar bé amb Theodore fins que es va trobar amb Stephanie Brooks de nou l'any 1973, i van establir una relació que va tenir lloc l'estiu d'aquell mateix any fins a l'hivern, quan Bundy va abandonar-la. Stephanie no va saber res més d'ell. El gener de l'any 1974 va començar a cometre assassinats i delictes de diferents menes. El primer assassinat que va cometre va ser al novembre del 1973, quan recollí una jove autoestopista a qui estrangulà. Va matar durant quasi tota la dècada dels 1970. També va ser acusat de jugar amb els morts i de necrofília.
Va morir a 42 anys a la cadira elèctrica el 24 de gener del 1989.

## Perfil psicològic i criminològic
Els estudis diuen que va ser una persona maniàtica i depressiva. No només això, sinó que cap al final de la seva vida, va confessar que sofria d'agorafòbia. Ted Bundy era un home carismàtic, perquè la mirada de la gent sobre ell era una mescla de temor i curiositat. Julia, la tieta de Bundy, va recordar que després d'anar-se'n a dormir, es va despertar i va veure ganivets a tot el seu voltant. El jove i petit Bundy de només 3 anys era al mateix llit amb un ganivet de la família Cowell a la mà i semblava content. Julia va espantar-se i no s'ho podia creure. En una entrevista amb Dobson, Ted Bundy va assegurar que la pornografia va influir molt en el seu estat psicològic i va afegir que no era gens saludable.